# Przekąska

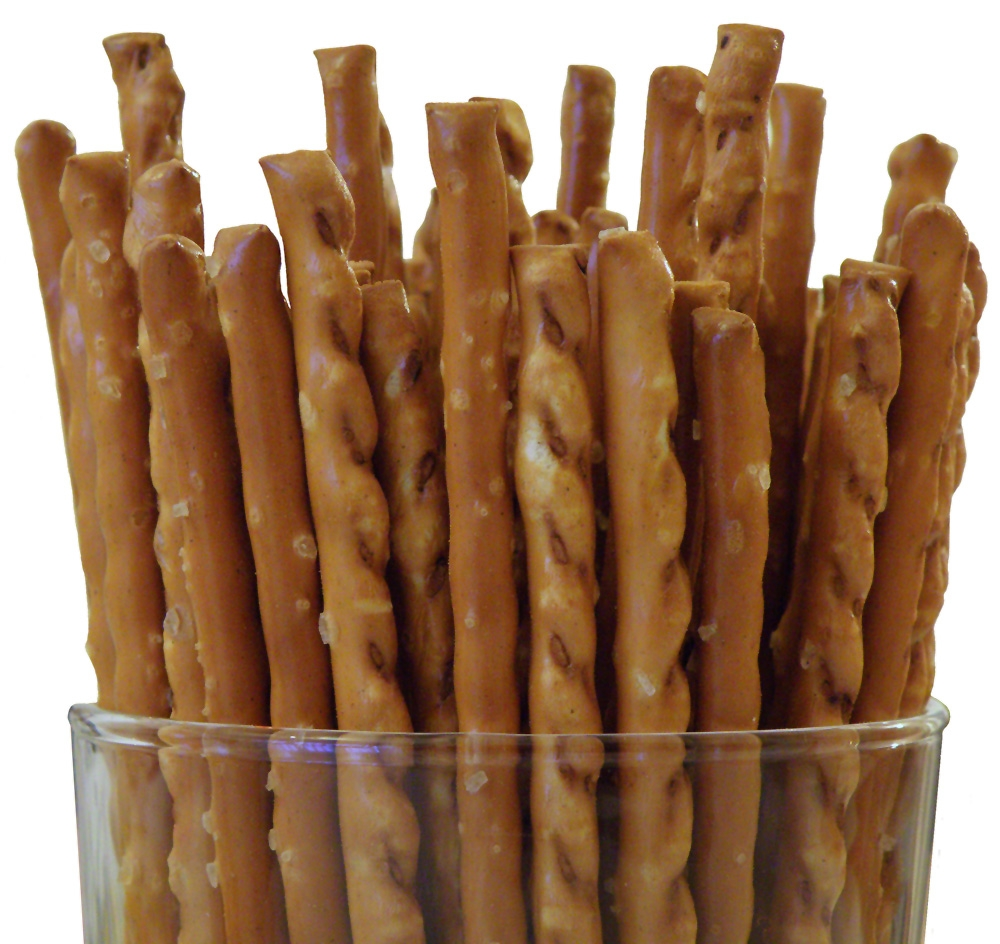
Słone paluszki

Przekąska – rodzaj posiłku⁣, który został zaprojektowany, w celu zaspokojenia tzw. małego głodu pomiędzy głównymi posiłkami (śniadaniem, obiadem, kolacją). Można wyróżnić przekąski: słodkie, słone oraz tłuste.
Typy konsumentów przekąsek: 
- generacja Z – w przekąskach upatrują redukcji lęków i nudy
- generacja Y – przekąski traktują jako "małe" posiłki
- generacja X – przekąszają dla przyjemności

Wraz z rozwojem supermarketów i sklepów spożywczych przekąski stały się bardzo ważnym elementem biznesu gastronomicznego. Do przekąsek zaliczyć można chipsy, popcorn, słone paluszki, batony itp.
Ze względu na niekorzystny dla zdrowia w dłuższym okresie czasu wpływ popularyzowanych w mediach gotowych przekąsek można rozważyć zastępowanie ich własnoręcznie przygotowanymi przekąskami na bazie warzyw, owoców, orzechów, płatków zbożowych oraz kanapek.
Słowo „przekąska” może też oznaczać zakąskę.